# Ву Ю
Ву Йоу  (кит.: 吴 优 Wú Yōu, 27 березня 1984) — китайська веслувальниця, олімпійська медалістка.

## Виступи на Олімпіадах
| Олімпіада  | Дисципліна                      | Місце |
| ---------- | ------------------------------- | ----- |
| Афіни 2004 | вісімка розстібна зі стерновим  | 4     |
| Пекін 2008 | двійка розстібна без стернового | 2     |